# Brucepattersonius guarani
Brucepattersonius guarani is een knaagdier dat voorkomt in de Argentijnse provincie Misiones. Er is slechts één exemplaar bekend, dat werd gevangen bij Arroyo Paraíso in het departement Guaraní, op 360 m hoogte. De soort is genoemd naar dat departement, dat weer genoemd is naar de lokale indianenstam, die dezelfde naam heeft.
Deze soort heeft een donkerbruine rug en een okerkleurige buik. De kop-romplengte is 101 mm, de staartlengte 91 mm. De staart is eenkleurig bruin. Het aantal schubben op de staart bedraagt 19 per cm. De oren zijn rond, donker en klein (18 mm).
Andere zoogdieren die op dezelfde plaats als B. guarani werden gevonden zijn de vleermuizen Eptesicus furinalis, Myotis levis, Pygoderma bilabiatum en ongeïdentificeerde knaagdieren uit de geslachten Akodon, Necromys en Oligoryzomys.